# サマナーズウォー: Sky Arena
『サマナーズウォー: Sky Arena』（英: Summoners War: Sky Arena、略称：サマナ）は、韓国のゲーム会社・Com2uSが2014年6月12日にリリースしたモバイル向けターン制戦略多人数同時参加型オンラインゲーム。利用料無料。
また、本作の世界観を元にした『サマナーズウォー：クロニクル』が2023年3月9日よりiOS、Android、PC向けにサービス開始されている。

## ゲーム内容
プレイヤーは召喚士としてモンスターを召喚し、ターン制バトルを戦う。

### モンスター
召喚モンスターの初期等級は星1から星5まである。星5モンスターが最も希少であり、「純正星5」と呼ばれる。星3モンスターは91.5%、星4モンスターは約8%、星5モンスターは0.5%の確率で不思議な召喚書から入手可能。モンスターを戦闘で使用すると経験値が上昇し、最大で星6モンスターまで進化できる。
モンスターの属性は水、火、風、光、闇の5属性がある。水は火に、火は風に、風は水に有利。光と闇は互いに有利だが、水火風属性に対して有利にも不利にならない。モンスターのタイプはサポート系、防御系、体力系、攻撃系の4タイプがある。
モンスターは聖水を用いて覚醒する。カイロスダンジョンでは水、火、風、闇、光、魔力の聖水を入手可能。各属性ダンジョンは12時間から72時間までの一定時間内に出現し、時間が経過すると別の属性ダンジョンへと変わる。地下深い階のダンジョンになればなるほど、より多くの聖水を入手できる。覚醒する際、星等級の高いモンスターほど、より多くの聖水を必要とする。覚醒するとモンスターの名前や外見が変化し、ステータスが上昇し、新しいスキルを獲得するか既存のスキルが強化される。
一部の星2から星3のモンスターは2次覚醒をすることができる。2次覚醒をするとスキルが2つ強化されステータスがさらに上がる。

#### コラボモンスター
コラボモンスターとして、以下のモンスターをゲーム内で使用可能。
- ストリートファイターV（2020年8月31日 - 2020年11月1日）[6][7]
  - リュウ、ケン、春麗、ダルシム、ベガ
- クッキーラン: キングダム（2022年8月29日 - 2022年11月6日）[8][9]
  - 勇敢なクッキー、エスプレッソ味クッキー、マドレーヌ味クッキー、ホーリーベリークッキー、ピュアバニラクッキー
- アサシンクリード（2023年2月28日 - 2023年4月30日）[10]
  - エツィオ、カサンドラ、エイヴォル、バエク、アルタイル
- ウィッチャー3 ワイルドハント（2024年1月31日 - 2024年3月31日）[11][12]
  - ゲラルト、シリ、イェネファー、トリス
- 呪術廻戦（2024年7月31日 - 2024年10月1日）[13][14]
  - 虎杖悠仁、伏黒恵、釘崎野薔薇、五条悟
- 鬼滅の刃（2025年1月10日 - ）[15]

### ルーン
モンスターには6つのルーンを刻印できる。ルーンは同種のルーンを刻印することでボーナス効果が付与され、これによってモンスターのステータスが上昇する。ルーンはゲーム内通貨のマナを使用することで強化でき、ルーンは星1等級から星6等級まである。高い等級のルーンほど強化にかかるコストが高くなるが、より高くステータスを上昇できる。
| ルーン | 刻印数 | 効果 |
| ------ | ------ | --- |
| 元気   | 2      | 体力が15%増加。 |
| 守護   | 2      | 防御力が15%増加。 |
| 迅速   | 4      | 攻撃速度が25%増加。 |
| 刃     | 2      | 攻撃時、クリティカル発生率が12%増加。 |
| 激怒   | 4      | 攻撃時、クリティカルダメージが40%増加。                                                                                                  |
| 集中   | 2      | 効果的中が20%増加。 |
| 忍耐   | 2      | 効果抵抗が20%増加。 |
| 猛攻   | 4      | 攻撃力が35%増加。 |
| 絶望   | 4      | 攻撃時、25%の確率でスタンさせる効果を付与。                                                                                              |
| 吸血   | 4      | 攻撃時、ダメージ35%分の体力を回復。 |
| 暴走   | 4      | 攻撃時、22%の確率で追加ターンを獲得。 |
| 果報   | 2      | 被撃時、体力7%分のダメージにつき攻撃ゲージが4%上昇。                                                                                     |
| 意志   | 2      | バトル開始時、1ターン分の免疫効果を付与。複数セット刻印することで免疫効果のターン数も増加。                                              |
| 保護   | 2      | バトル開始時、刻印したモンスターの素の最大体力15%分のシールドを味方全体に付与。複数刻印することでシールド量も増加。                      |
| 反撃   | 2      | 被撃時、15%の確率で反撃。複数刻印することで反撃確率15%ずつ増加。反撃時のダメージ量は通常の75%。                                          |
| 破壊   | 2      | 攻撃時、ダメージ30%分、相手の最大体力を破壊。破壊された体力は回復不可。最大で相手体力60%分まで破壊可能。複数刻印することで破壊量も増加。 |
| 闘志   | 2      | 味方全体の攻撃力が8%増加。 |
| 決意   | 2      | 味方全体の防御力が8%増加。 |
| 高揚   | 2      | 味方全体の体力が8%増加。 |
| 命中   | 2      | 味方全体の効果的中が10%増加。 |
| 根性   | 2      | 味方全体の効果抵抗が10%増加。 |
| 封印   | 2      | 相手のルーン効果を封じる。 |
| 無形   | 1      | 他のルーンセット代替効果。 |

カイロスダンジョンではルーン、覚醒素材、その他さまざまな素材を入手できる。ダンジョンは地下1階が最も難易度が低く、地下12階が最も難易度が高い。reloadedのアップデートにより地下10階が最下層になった。

### マルチプレイ
メインストーリーはシングルプレイのみだが、2018年にタルタロスの迷宮が追加され、協力・対戦型マルチプレイモードも用意されている。

#### ギルド
2015年7月1日、Com2uSはゲーム内にギルドを導入。初期はギルド内で他のプレイヤーとチャットできるのみだったが、2016年3月9日にはバトル機能、報酬ショップが追加された。ギルドバトルでは3体のモンスターデッキを2つ分編成し、防衛配置する。他のギルドはその防衛配置と対戦し、勝敗によってポイント、賞品を獲得する。占領戦では相手ギルドの拠点をより多く占領することでポイントを獲得する。占領戦では先に20,000占領ポイントを獲得したギルドが勝者となる。時間内に20,000占領ポイントを達成できなかった場合、よりポイントの高いギルドの勝利となる。

#### 異界の狭間
異界の狭間はワールドボスをクリアすると出現する協力型レイドモード。3チームに分かれ、それぞれ6体のモンスターを配置し、3頭龍のボス（混沌の獣ドゥルー）に挑む。前列配置はより多くのダメージを受け、後列配置は一部の攻撃から安全となる。バトルはオートモードで進行し、プレイヤーはモンスターを直接操作できない。異界レイドで勝利すると錬磨石、ジェムを獲得できる。錬磨石はルーンの副オプションを上昇、ジェムは副オプションを別のオプションへと変換する。

#### ワールドアリーナ
ワールドアリーナはアリーナモードの変形版で他のプレイヤーとリアルタイムに対戦できる（通常1日30回対戦可）。2人のプレイヤーが互いに重複しない5体のモンスターを選択し、そのうち相手モンスター1体を互いにBANした残りの4体で対戦する。どちらかのプレイヤーが相手モンスターを全滅させれば勝利となる。勝者にはランキング順位に応じた勝ち点と名誉勲章が付与され、敗者は勝ち点が減点される。
また、ワールドアリーナには、フレンドや他のプレイヤーと何度も対戦できるランクキングのない親善バトルモードが搭載されている。この他、自分や他のプレイヤーの過去の対戦映像を視聴できるリプレイモード、現在対戦中の映像を視聴できる観戦モードも搭載されている。

## 開発
全世界の市場開拓を推進する一環として広範な言語がサポートされており、14種類の言語に対応。主に日本語、英語、中国語（簡体字・繁体字）、韓国語、ドイツ語、フランス語、ロシア語などの言語を利用できる。
認知度を広げるため、北アメリカなどの海外市場で大規模なキャンペーンも行なっている。日本では櫻坂46が公式アンバサダーに就任、2021年2月25日から同年12月25日にかけてキャンペーン活動を行なった。毎年、アジア、アメリカ、ヨーロッパ各地からプレイヤーを集め、ワールドアリーナの世界大会『Summoners War Championship』（略称：SWC）が開催されている。

### 世界大会
| 年   | 1位                        | 2位                      | 3位                         | 3位                     | 出典   |
| ---- | -------------------------- | ------------------------ | --------------------------- | ----------------------- | ------ |
| 2017 | 中国 番茄老妖              | アメリカ合衆国 Psy!      | 台湾 ShallotX               | アメリカ合衆国 Chuffles | [ 29 ] |
| 2018 | 香港 L.A.M.A               | 日本 まつ@げりらじ       | 韓国 이태원프리덤           | 韓国 이태원프리덤       | [ 30 ] |
| 2019 | オーストラリア 蛋毛熊ღ     | 香港 L.A.M.A             | タイ Judas                  | タイ Judas              | [ 31 ] |
| 2020 | 香港 醉愛鍾少              | 台湾 荒れ狂うGAIA!!      | 韓国 악귀참.                | フィンランド Viilipytty | [ 32 ] |
| 2021 | オーストラリア Diligent-YC | オランダ PinkRoid~       | カナダ Big･V                | 中国 卻倚緩弦歌別緒     | [ 33 ] |
| 2022 | 中国 卻倚緩弦歌別緒        | 韓国 DUCHAN              | ドイツ Ismoo                | オランダ PinkRoid~      | [ 34 ] |
| 2023 | 中国 贰柒__                | アメリカ合衆国 TrueWhale | オーストラリア Diligent-YC. | オランダ PinkRoid~      | [ 35 ] |
| 2024 | シンガポール 命小宝        | 中国 酒                  | ドイツ Ismoo                | ドイツ Nef              | [ 36 ] |

2017年、世界大会を初開催。各国内大会予選を通過すると世界大会へ出場できる。2019年度の世界大会優勝賞金総額は21万ドル（約2,300万円）。

## 評価
Apple Storeでは84か国以上、Androidでは54か国以上でトップ10入り。2015年11月、50万ダウンロードを突破。2018年3月、全世界で9000万ダウンロードを突破。2017年6月、3年間で10億ドル超の売上を記録し、そのうち8億9000万分を韓国以外で売り上げた。2018年8月、全世界で1億5千万ダウンロード、累計売上13億5000万ドルを記録、Apple StoreやGoogle Playでアメリカから3億7000万ドル、日本から2億7700万円を売り上げた。2020年8月13日、全世界累計売上20億ドルを記録。
サマナーズウォーは好評である。Brittany Vincentは5つ星のうち4つを与え、高い生産価値と面白い仕組みを讃えている。Nick Shivelyも同様に「他のモバイルMMORPGと本当に違うのはバトルにある」と述べ、ゲームプレイスタイルを讃えている。Shivelyもまたバトルやバトル中のモンスターの3Dレンダリングを讃え、「大抵のモバイル向けMMORPGはカードシステムを採用しており、3Dで動いているのを見ることができないので、これはかなりすごい点だと思った」とコメントしている。
しかしながら、ShivelyとVincentの両氏は高度な研磨が多くのプレイヤーを遠ざけると指摘している。Vincentは最強のモンスターを集める性質について「このゲームは明らかにプレイヤーからできるだけ多くの金を集めること目指しているが、お金をかけなくても同じくらい楽しい」と指摘している。
もう一つの批判は包括的なストーリー。Haosonは満点を付けたものの、その筋書きが「プレイヤーをあるマップから次のマップへと移動させ、進歩や発展の概念を与えるのに凡庸で直線的なストーリー」になっていると述べている。

## 小説
- サマナーズウォー / 召喚士大戦（KADOKAWA〈電撃文庫〉） - 著：榊一郎、イラスト：toi8、原案：Com2uS、執筆協力：木尾寿久（Elephante Ltd.）、企画：Toei Animation/Com2uS[48]
  1. 喚び出されしもの（2022年11月10日発売、ISBN 9784049145397）[49]
  2. 導かれしもの（2023年6月9日発売、ISBN 9784049149388）[50]